# À la pointe de l'épée
Pour plus de détails, voir Fiche technique et Distribution.
À la pointe de l'épée (A fil di spada) est un film de cape et d'épée italien réalisé par Carlo Ludovico Bragaglia et sorti en 1952.

## Fiche technique
- Titre original italien : A fil di spada[1],[2]
- Titre français : À la pointe de l'épée ou Les Aventures de Don Ruy ou Au fil de l'épée ou Duel sur le clocher[3]
- Réalisateur : Carlo Ludovico Bragaglia
- Scénario : Age-Scarpelli, Leonardo Benvenuti
- Photographie : Mario Albertelli (it)
- Montage : Roberto Cinquini (it)
- Musique : Gino Marinuzzi (1920-1996) (it)
- Décors : Mario Chiari
- Costumes : Anacleto Giustini
- Production : Francesco Alliata
- Société de production : Panaria Film, Delphinus
- Pays de production :  Italie
- Langue originale : italien
- Format : Noir et blanc - 1,37:1 - Son mono - 35 mm
- Durée : 79 minutes
- Genre : Film de cape et d'épée, film d'aventures historiques[3]
- Dates de sortie :
  - Italie : 3 octobre 1952
  - France : 4 juin 1954 (Nancy)[3]

## Distribution
- Frank Latimore : Don Ruy / Don Carlo de Montaldo
- Milly Vitale : Linda de Alvarado
- Pierre Cressoy : Don Sebastián
- Doris Duranti : Columba
- Peter Trent : Don Hernando de Alvarado
- Arturo Bragaglia : Marzarillo
- John Kitzmiller : Blasco
- Enrico Glori : Miguel
- Jone Morino : Isabella
- Ugo Sasso : Cortez
- Anthony La Penna : De Miranda
- Franca Marzi : Rita
- Nando Bruno : Bruno

## Production
Le film a été réalisé dans les locaux de Cinecittà.